# На Захід (фільм, 1925)
На Захід (англ. Go West) — американська чорно-біла німа кінокомедія Бастера Кітона 1925 року.

## Сюжет
Юнак не може знайти роботу в своєму рідному містечку і тому вирішує їхати на захід. Грошей немає, він добирається за допомогою товарних вагонів і по дорозі випадає з вагона. І виявляється на ранчо, де живуть ковбої. Він вирішує пожити ковбойським життям.

## У ролях
- Говард Трусдейл — власник ранчо
- Кетлін Маєрс — його дочка
- Рей Томпсон — майстер
- Браун Айс — камео
- Бастер Кітон — самотній хлопець
- Роско «Товстун» Арбакл — чоловік в універмазі
- Джо Кітон — людина в перукарні
- Гас Леонард — власник магазину
- Бейб Лондон — жінка в універмазі